# بيت الأبروع (النادرة)

تعديل مصدري - تعديل

بيت الأبروع هي إحدى قرى عزلة الشرنمه العليا بمديرية النادرة التابعة لمحافظة إب، بلغ تعداد سكانها 257 نسمة حسب تعداد اليمن لعام 2004.